# NGC 7454
NGC 7454 is een elliptisch sterrenstelsel in het sterrenbeeld Pegasus. Het hemelobject werd op 15 oktober 1784 ontdekt door de Duits-Britse astronoom William Herschel.

## Synoniemen
- UGC 12305
- MCG 3-58-20
- ZWG 453.45
- PGC 70264